# Синан Челеби тюрбе
Синан Челеби тюрбе (на македонска литературна норма: Синан Челеби турбе) е османска гробница, намираща се в град Охрид, Северна Македония. Сградата е обявена за важно културно наследство на Република Македония.
Тюрбето се намира на хълма Плаошник, в близост до църквата „Свети Климент и Пантелеймон“. В архитектурно отношение е от вида отворени тюрбета с основа във формата на буквата Г, подпряно с квадратни колони във всеки от ъглите. В градежа е използван местен камък и архитектурни останки от околностите. Тюрбето е изградено от тухли. Зидано е на цокъл от обработен камък.
В лявата, по-малка част, е погребан Хасан Баба, а другият гроб вероятно е на брата на Синан Челеби или на сина му. В по-голямата част е гробът на Синан Челеби Охридзаде с издялан надгробен камък с надпис, над който има украса със стилизиран лист. Според надписа на арабски Синан Челеби умира на 19 април 1493 година. Надгробната плоча е в Охридския музей.
Според Бранислав Нушич Синан Челеби е изградил джамия и имарет върху основите на Светиклиментовата църква по времето на султан Мехмед II. Нушич отбелязва и запазване на обичая на носене на масло и на палене на свещи в тюрбето – наследен от църквата според него.
На 22 март 1968 година Синан Челеби тюрбе е обявено за паметник на културата.